# Let It Shine
Let It Shine is een Disney Channel Original Movie uit 2012. De film werd geregisseerd door Paul Hoen en het script is geschreven door Eric Daniel en Don D. Scott. De film volgt Cyrus die deelneemt aan een zangwedstrijd waar zijn nummer wordt ingepikt door Kris. De film ging in de Verenigde Staten in première op 15 juni 2012. In Nederland en Vlaanderen gaat de film in op 23 november 2012 in première in het Nederlands. Op 26 november wordt hij in het Engels vertoond.

## Verhaal
Cyrus DeBarge is een muzikaal getalenteerde koordirigent, die tevens ook rapteksten schrijft. Omdat zijn vader, een priester, hip-hop afkeurt, doet hij dit onder de pseudoniem "Truth". Hij werkt ook, in het geheim, in een club waarin een talentenjacht doorgaat die gesponsord wordt door het platenlabel van zijn jeugdvriendin Roxanne, die optreedt onder de naam "Roxie". Als hij te weten komt dat ze jurylid is, schrijft hij een liefdes nummer voor haar. Roxanne koos Cyrus' nummer als winnaar, maar dacht dat Kris, die ook gevoelens heeft voor Roxanne, het nummer schreef. Die overtuigde Cyrus om niet te zeggen dat het zijn nummer is. Zo ontstaat er een conflict tussen Cyrus & Kris.

## Rolverdeling
- Tyler James Williams als Cyrus DeBarge
- Coco Jones als Roxanne "Roxie" Andrews
- Trevor Jackson als Kris McDuffy
- Brandon Mychal Smith als Lord of Da Bling
- Nicole Sullivan als Lyla
- Courtney B. Vance als Jacob DeBarge
- Dawnn Lewis als Gail DeBarge
- Algee Smith als Da Boss
- Robert Bryce Milburn als M.C.

## Productie
De film was opgenomen in Atlanta in Georgia in de Verenigde Staten in oktober en november 2011. De film werd op 18 augustus 2012 op uitgebracht op dvd.

## Soundtrack
Er werd ook een soundtrack gemaakt, die uitkwam op 12 juni 2012.